# Ctenocephalides crataepus
Ctenocephalides crataepus är en loppart som först beskrevs av Jordan 1925.  Ctenocephalides crataepus ingår i släktet Ctenocephalides och familjen husloppor. Inga underarter finns listade i Catalogue of Life.